# Otto Friedrich von Leps
Otto Friedrich von Leps (* 1679 in Bermitten bei Wehlau; † 9. Oktober 1747 in Soest) war ein preußischer General der Infanterie.

## Leben

### Herkunft
Otto Friedrich von Leps war der Sohn von Sigismund von Leps, Herr auf Bermitten, und dessen Ehefrau Elisabeth, geborene von Barrigen.

### Militärkarriere
Leps trat 1692 in das kurbrandenburgische Regiment „Anhalt zu Fuß“ ein. 1702 wurde er Leutnant und war während des Spanischen Erbfolgekrieges Adjutant des Fürsten Leopold von Anhalt-Dessau. Im Jahre 1706 wurde er Kapitän und am 2. April 1710 Major sowie Generaladjutant König Friedrichs I. Der Nachfolger Friedrich Wilhelm I. behielt ihn in dieser Funktion. Nach der Einnahme von Moers im November 1712 brachte Leps die Siegesbotschaft nach Berlin. Der König verlieh ihm 1715 eine Kompanie des Regiments „Prinz Leopold von Anhalt-Dessau“, beförderte ihn noch im gleichen Jahr, rückwirkend zum 6. September 1713, zum Oberstleutnant und Kommandeur des Regiments und am 10. Juni 1722 zum Oberst.
1735 übernahm er als Regimentschef das Regiment „Waldow zu Fuß“. 1738 wurde er zum Generalmajor ernannt und erhielt am 2. August 1740 den Orden Pour le Mérite. Im Ersten Schlesischen Krieg führte er Truppen in Magdeburg und an der Elbe. 1742 war er Kommandant der Festung Lippstadt, als der König ihn während einer Inspektion zum Generalleutnant beförderte. Im Zweiten Schlesischen Krieg sicherte Leps im November 1745 Halle (Saale) gegen die Sachsen und konnte sich am 15. Dezember in der kriegsentscheidenden Schlacht bei Kesselsdorf hervortun, wofür ihm der König am 18. Januar 1746 den Schwarzen Adlerorden verlieh. Im Mai 1747 ernannte er ihn im 55. Dienstjahr zum General der Infanterie. Am 9. Oktober 1747 starb Leps als letzter seines Geschlechts in Soest, dem Standort seines Regiments, an einer „auszehrenden Krankheit“.